# Сосновка (Кайбицкий район)
Сосно́вка — деревня в Кайбицком районе Татарстана, относится к Большеподберезинскому сельскому поселению.
Деревня расположена на реке Кубня в 27 км к западу от районного центра Больших Кайбиц.

## История
Основана в 19 веке.

## Население
- 1989 — 62 (русские)
- 1997 — 55
- 2010 — 25

## Уроженцы
В деревне родился Анатолий Сластунин — заслуженный работник культуры РТ, бывший директор Государственного музея изобразительных искусств РТ.